# Dans nupțial
Ritualurile nupțiale ale păsărilor au diferite scopuri. Ajută la găsirea partenerului corespunzător, înlesnesc recunoașterea speciei și a sexului, iar în plus denotă că ambii parteneri sunt gata de împerechere la momentul respectiv.
Diversitatea ritualurilor nupțiale
Ritualurile nupțiale ale speciilor de păsări strâns înrudite diferă în mică măsură. Aceste mici diferențe dovedesc însă, că numai păsări din aceeași specie se atrag reciproc. Masculul și femela joacă roluri diferite, ce se completează reciproc și au efect numai asupra sexului opus, din cadrul speciei respective. Înaintea perioadei de împerechere, masculii multor specii îmbracă un penaj pompos și fac totul pentru ca această podoabă multicoloră să le exprime clar sexul și apartenența la o anumită specie. Penajul multor specii mai puțin colorate, cum ar fi silviile și pitulicele, nu evidențiază diferențele între gen și sex. Aceste păsări însă, se recunosc după cântecul caracteristic fiecărei specii în parte.
Masculul "artist"
În cadrul împerecherii masculul are rolul principal. Acesta își prezintă penajul în cadrul ritualului, femelei mai puțin colorate, care îl urmărește îndeaproape. În cazul vrabiei comune ,ce are aspect destul de modest, ritualul constă în faptul că masculul își arată pata neagră de pe piept. La masculii cu penajul viu colorat, frecvent putem fi martorii unui ritual nupțial fastuos. Dintre păsări, păunul prezintă ritualul cel mai colorat. Rățoii îmbracă de asemenea o haină viu colorată, pentru a face impresie bună femelelor. Masculul raței-mandarin,formează prin desfacerea aripilor adevărate ‚pânze de catarg’’ aurii, în timp ce își horiplumează penele decorative, castanii, de pe laturile capului și gâtului lung. În timpul ritualurilor de împerechere, păsările se mândresc și cu altceva în afară de penele colorate. Corbul de mare cu picioare albastre de exemplu, în timpul ritualului se fălește cu acestea.
Cadou "de nuntă"
La multe specii de păsări s-a format obiceiul deosebit,ca masculul să ofere hrană femelei și un cadou "de nuntă". Și comportamentul femelei este caracteristic: își deschide aripile și ciocul asemeni puilor care cer mâncare ,iar alte păsări emit sunete asemănătoare celor emise de pui. În acest fel, femela primește nu numai hrana necesară depunerii ouălor și clocitului, ci de asemenea află că masculul se pretează creșterii ulterioare a puilor. Unele specii,în loc de hrană aduc partenerei crenguțe mai mari de copac, pe care le oferă aplecându-se repetat. Această formă de oferire a cadoului este parte componentă a ritualului nupțial și o dovadă emblematică a faptului că masculul este pregătit pentru întemeierea unei familii.
Dans nupțial alternant
Penajul și coloritul aproape identic între sexe, înseamnă frecvent că partenerii au roluri aproximativ egale în timpul ritualului nupțial. Albatroșii prezintă un ritual complicat, ce seamănă cu un dans elegant. La început își ridică aripile, apoi dansează unul în jurul altuia sau fac piruete în jurul propriului ax. Odată cu creșterea intensității, își deschid ciocurile și se ‚luptă’’ unul cu altul, iar uneori țipă puternic.Cu cât ritualul este mai lung, cu atât legătura dintre parteneri va fi mai strânsă. Alte păsări oferă în timpul ritualurilor și veritabile reprezentații de zbor. Nagâții încearcă să-și impresioneze perechea printr-un zbor descendent curajos.Masculul ciocârliei de câmp atrage atenția femelei asupra sa, zburând din ce în ce mai sus, în timp ce cântă puternic. Multe păsări răpitoare își curtează perechea prin dovedirea abilităților de vânătoare, simulând atacuri în aer. La șoimii călători femela zboară frecvent pe spate, sub mascul, iar perechea se atinge din când în când cu ghearele. Se întâmplă ca în timpul zborului acrobatic, masculul să ofere un cadou de nuntă femelei, o pradă de-a sa. Păsările încep frecvent neîndemânatic ritualurile.Cu cât stadiul curtării avansează cu atât devin mai îndemânatice. După consumarea ritualului specific, păsările se împerechează de mai multe ori. Multe perechi rămân împreună și se ajută la construirea cuibului, clocit și creșterea puilor.
Ritualurile nupțiale ale păsărilor-grădinar Cel mai artistic și aspectuos ritual de împerechere îl au păsările grădinar din Noua Guinee și Australia.Și-au primit numele de la adăpostul sub formă de umbrar, pe care masculii îl construiesc în perioada de împerechere. Pentru aceasta, masculul caută un spațiu deschis între copaci, pe care apoi îl curăță de crengi și frunze. După aceasta, construiește umbrarul din crenguțe alese cu grijă, pe care le înfige vertical în pământ. Forma construcției diferă în funcție de specia de pasăre-grădinar. Pasărea-grădinar cu fața neagră își construiește un adăpost rotund, cu formă de colibă, localizat frecvent în jurul tulpinii unui copac tânăr. În interior curăță ‚podeaua’’, apoi o împodobește cu flori viu colorate și semințe. O altă specie își construiește un umbrar deschis, din două rânduri de crengi, a câte un metru fiecare, dispuse la 15 centimetri una față de cealaltă. Adăpostul are întotdeauna orientare nord-sud și prezintă câte o denivelare la fiecare capăt. Masculul împodobește împrejurimile cu obiecte evidente (bucăți de oase, pene, fructe și flori) pe care le rearanjează continuu, pentru a avea un efect mai atractiv. Unele specii de păsări-grădinar chiar ‚zugrăvesc’’ interiorul umbrarului cu suc de fructe. Aceste adăposturi sunt folosite de masculi timp de câțiva ani, aceștia curățându-le,îmbunătățindu-le și împodobindu-le continuu cu obiecte noi, viu colorate. După terminarea construcției, masculul ademenește o femelă căreia îi dansează, în timp ce se fălește cu aspectul propriu și al adăpostului său. Aceste umbrare dovedesc creativitatea păsărilor. Sunt unice, deoarece sunt folosite doar în perioada împerecherii. După împerechere femela își construiește un cuib în altă zonă, unde își va depune ouăle și va cloci.
Dansul nupțial în grup
La unele specii de păsări, mai ales la galinacee, cum sunt cocoșul de munte și cocoșul de mesteacăn, s-a dezvoltat o manifestare în grup a dansului nupțial. Înaintea depunerii ouălor, găinile și cocoșii de munte caută an de an aceleași zone separate, de adunare pe sexe. Fiecare cocoș își apără un teritoriu simbolic față de ceilalți masculi, pentru a ademeni acolo o femelă. Cocoșii se fălesc înfoindu-și penele cozii și emițând un cântec caracteristic, în timp ce stau cu capul ridicat. În acest timp femelele urmăresc cu atenție desfășurarea evenimentelor. Uneori se ajunge chiar și la înfruntări între cocoși. La apariția femelelor cocoșii incep să se manifeste și mai evident, iar în final dansează în jurul găinii alese pentru împerechere. Manifestări nupțiale în grup putem observa aproape mereu, la speciile la care penajul și dimensiunile celor două sexe diferă considerabil și la care masculul nu participă nici la construirea cuibului, nici la creșterea puilor.